# Henry Frederick Compton Cavendish
Henry Frederick Compton Cavendish (5 novembre 1789 - 5 avril 1873) est un homme politique, courtisan et officier de l'armée britannique .

## Jeunesse et carrière
Il est né à Westminster, le troisième fils de George Cavendish (1er comte de Burlington) et Lady Elizabeth Compton, fille et héritière de Charles Compton (7e comte de Northampton) . Il fait ses études au Collège d'Eton et au Trinity College de Cambridge . Il est commissionné comme lieutenant dans les 10e Dragons en 1808 et est déployé en Espagne et est blessé lors de la bataille de La Corogne en janvier 1809 pendant la Guerre d'indépendance espagnole. En 1812, il entre au Parlement pour Derby, un siège qu'il conserve jusqu'en 1834. En 1837, il est nommé chef écuyer et greffier maréchal de la reine Victoria  mais démissionne de son poste en 1841. Le 2 juin 1853, il est nommé colonel des Queen's Bays, poste qu'il occupe jusqu'à sa mort. Il est promu major-général en 1846, lieutenant-général en 1854 et général à part entière en 1862.

## Mariages et descendance
Il s'est marié trois fois: 
Tout d'abord, le 24 octobre 1811, il épouse Sarah Fawkener (27 mai 1789 - novembre 1817), fille de William Augustus Fawkener. Ils ont quatre enfants: 
- Elizabeth Georgiana Harriett Cavendish (12 janvier 1812-3 janvier 1892), épouse d'abord William Bernard Harcourt, marquis d'Harcourt et se remarie avec le lieutenant-général James Robertson Craufurd
- Sarah Mary Compton Cavendish (27 août 1813 - 21 avril 1881), épouse John Campbell (2e comte Cawdor)
- Rachel Cavendish (1815 - 31 juillet 1816)
- Le lieutenant-colonel. William Henry Frederick Cavendish (31 octobre 1817 - 11 mars 1881), épousa Lady Emily Augusta Lambton, fille de John Lambton, 1er comte de Durham

Le 16 juin 1819, il épouse en secondes noces Frances Susan Lambton (décédée le 23 novembre 1840), fille de William Henry Lambton et veuve de Frederick Howard (tué au combat à Waterloo), et a six enfants: 
- Francis William Henry Cavendish (6 février 1820 - 12 janvier 1893), épouse d'abord, Lady Eleanor FitzGibbon, fille de Richard FitzGibbon, 3e comte de Clare, et se remarie avec Ianthe Skyring.
- Henry Charles Lambton Cavendish (7 mai 1821 - 6 octobre 1839)
- Rev Charles William Cavendish (24 septembre 1822 - 21 décembre 1890), épouse Felicia Susan Lygon, fille de Henry Lygon (4e comte Beauchamp), et se remarie avec Louisa Cockburn, fille naturelle de Sir Alexander Cockburn (12e baronnet), remarié en troisièmes noces à Mary Gregg
- George Henry Cavendish (9 janvier 1824-21 janvier 1889), épouse Emily Victorine Elizabeth Rumbold, Freifrau von Delmar, fille de Sir William Rumbold, 3e baronnet
- Augustus John Cavendish (13 septembre 1825-2 octobre 1825)
- Caroline Fanny Cavendish (11 novembre 1826 - 25 janvier 1910), demoiselle d'honneur de la reine Victoria, membre de l'Ordre royal de Victoria et Albert, quatrième classe

Le 28 janvier 1873, il épouse Susanna Emma Byerlie (décédée vers 1910), mais meurt deux mois plus tard.